# Brasiliens Grand Prix 1987
Brasiliens Grand Prix 1987 var det första av 16 lopp ingående i formel 1-VM 1987.

## Resultat
1. Alain Prost, McLaren-TAG, 9 poäng
2. Nelson Piquet, Williams-Honda, 6
3. Stefan "Lill-Lövis" Johansson, McLaren-TAG, 4
4. Gerhard Berger, Ferrari, 3
5. Thierry Boutsen, Benetton-Ford, 2
6. Nigel Mansell, Williams-Honda, 1
7. Satoru Nakajima, Lotus-Honda
8. Michele Alboreto, Ferrari (varv 58, snurrade av)
9. Christian Danner, Zakspeed
10. Jonathan Palmer, Tyrrell-Ford
11. Philippe Streiff, Tyrrell-Ford
12. Pascal Fabre, AGS-Ford

### Förare som bröt loppet
- Eddie Cheever, Arrows-Megatron (varv 52, överhettning)
- Ayrton Senna, Lotus-Honda (50, motor)
- Riccardo Patrese, Brabham-BMW (48, elsystem)
- Andrea de Cesaris, Brabham-BMW (21, differential)
- Derek Warwick, Arrows-Megatron (20, motor)
- Alex Caffi, Osella-Alfa Romeo (20, drog sig tillbaka)
- Alessandro Nannini, Minardi-Motori Moderni (17, upphängning)
- Martin Brundle, Zakspeed (15, turbo)
- Teo Fabi, Benetton-Ford (9, turbo)

### Förare som diskvalificerades
- Adrián Campos, Minardi-Motori Moderni (varv 3)

### Förare som ej startade
- Ivan Capelli, March-Ford